# Potchaïv
Potchaïv (en ukrainien : Почаїв ; en russe : Почаев, Potchaïev ; en polonais : Poczajów) est une ville de l'oblast de Ternopil, en Ukraine occidentale. Sa population s'élevait à 7 775 habitants en 2017.

## Géographie
Potchaïv est située à 51 km au nord de Ternopil.

## Population
Recensements (*) ou estimations de la population :
| 1939* | 1959* | 1970* | 1979* | 1989*  | 2001* | 2010  |
| ----- | ----- | ----- | ----- | ------ | ----- | ----- |
| 4 000 | 5 005 | 6 312 | 9 307 | 10 019 | 8 240 | 7 790 |

| 2011  | 2012  | 2013  | 2014  | 2015  | 2016  | 2017  |
| ----- | ----- | ----- | ----- | ----- | ----- | ----- |
| 7 757 | 7 776 | 7 842 | 7 834 | 7 812 | 7 826 | 7 775 |

## Sphère sociale
Actuellement, Pochayiv est partiellement exploité par Ikva Factory LLC et Plastik LLC.
Il existe des écoles secondaires de degrés I-III, VPU-21, Pochaiv House of Children's Creativity and Sports, Pochaiv Preschool, Pochaiv Music School, Pochaiv District Communal Hospital, Pochaiv Psychoneurological Boarding School, Pochaiv Regional Psychoneurological Museum, Art House Culture, Ukrposhta, Nova Poshta, Banque Privée. Oschadbank.
Le 1er octobre 2020, le Centre de prestation de services sociaux du conseil municipal de Pochaiv a été créé, dont le chef a été nommé Gichka Yuriy Serhiyovych sur la base d'une sélection concurrentielle.

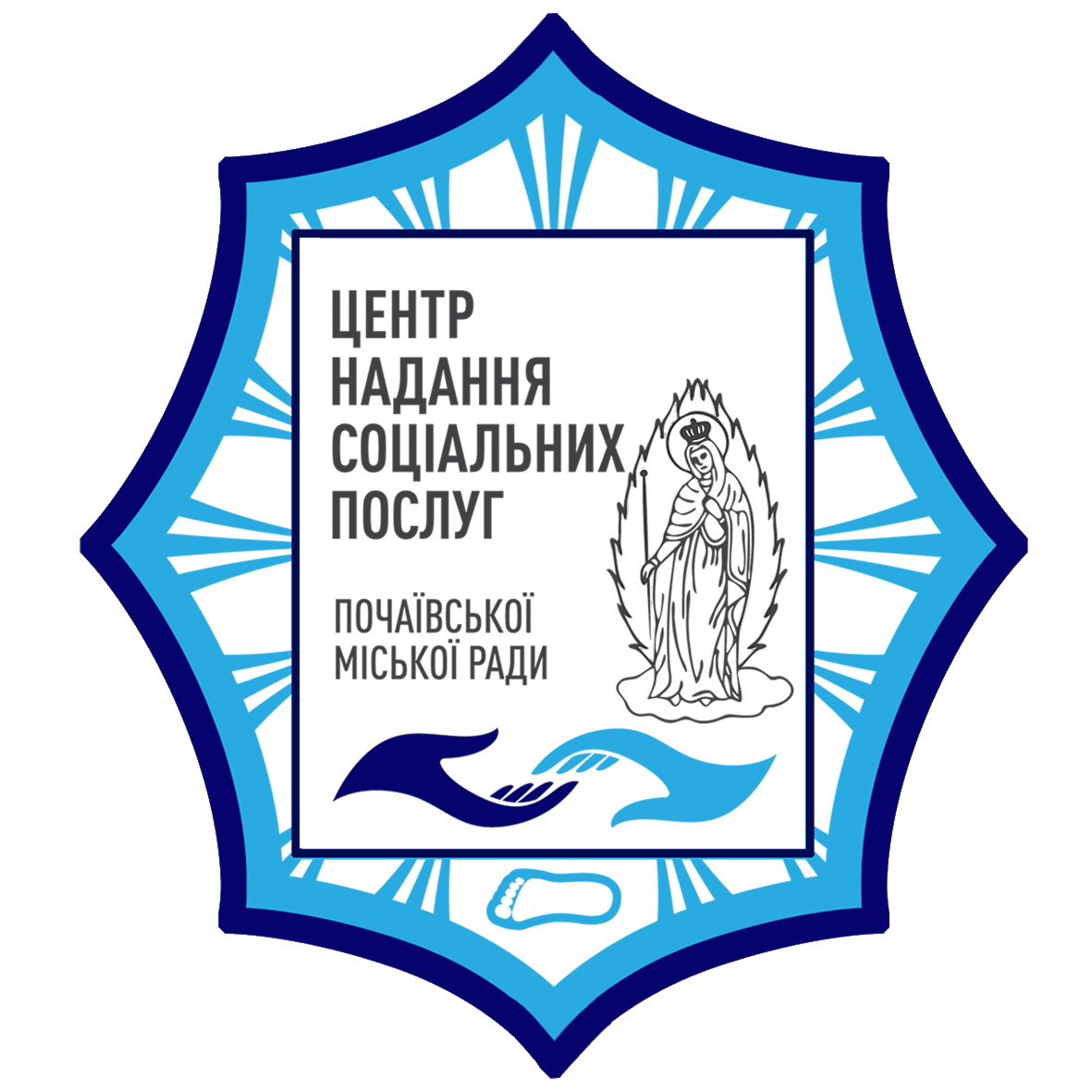
Logo du Centre des services sociaux de la mairie de Pochaiv